# تورازو
تورازو (بالإنجليزية: Torrazzo)‏ هي بلدية تقع في مقاطعة بييلا في منطقة بيمنتة، إيطاليا، تقع على بعد حوالي 50 كيلومتر (31 ميل) شمال شرق تورينو وحوالي 13 كيلومتر (8 ميل) جنوب غرب بييلا، تقع تورازو على حدود البلديات التالية: بولينجو وبارولو وشيافيرانو ومانيانو وصالا بيليز وزوبينا.